# Inferiornost
Inferiornost ili kompleks inferiornost ili kompleks niže vrijednosti  (eng. inferiority complex), u polju psihologije i psihoanalize je osjećaj da je osoba manje vrijedna nego neka druga osoba u nekom smislu. Ovakvi osjećaji mogu nastati u osobi bilo zbog zamišljenog ili se stvori inferiornost u osobi koja je pod ovim utjecajem. Mnogo je puta ovaj osjećaj nesvjestan, i obično je pokretač da osoba s ovim osjećajima prekompenzira, što za rezultat dovodi do ekstremnih ponašanja; spektakularni uspjesi ili ekstremno shizoafektivno ponašanje, ili oboje. Za razliku od normalnih osjećaja inferiornosti, koji znaju biti poticaj za stvaranje (ili negativni poticaj), kompleks inferiornosti je napredni stadij negativnog poticaja, koji se usađuje u mentalitet i životni stil osobe koja ima ovo stanje, i vuče osobu koja je pod ovim utjecajem da se povlači iz konfiktnih situacija.

## Utjecaji
- Obitelj: konstantno naginanje davanju negativnih komplimenata.
- Fizičke osobine: mucanje, pretilost, niska fizička snaga, disproporcije u tijelu, loš vid, loš sluh.
- Mentalna sposobnost: znanje, pamćenje, načitanost.
- Socioekonomske: nedostatak novca, spol, seksualna orijentacija, nacija, rasa, pokrajina, predgrađe.